# Wydział Konserwacji i Restauracji Dzieł Sztuki Akademii Sztuk Pięknych im. Jana Matejki w Krakowie
Wydział Konserwacji i Restauracji Dzieł Sztuki Akademii Sztuk Pięknych im. Jana Matejki w Krakowie – jeden z siedmiu wydziałów Akademii Sztuk Pięknych im. Jana Matejki w Krakowie. Jego siedziba znajduje się przy ul. Lea 27-29 w Krakowie. Powstał w 1950 r.

## Struktura
- Katedra Konserwacji i Restauracji Malowideł Ściennych
  - Pracownia Konserwacji i Restauracji Malowideł Ściennych
  - Pracownia Przenoszenia i Rozwarstwiania Malowideł Ściennych
  - Pracownia Dokumentacji Konserwatorskiej Malarstwa i Rzeźby
  - Pracownia Projektowania Konserwatorskiego
- Katedra Konserwacji i Restauracji Malowideł Sztalugowych
  - Pracownia Konserwacji i Restauracji Malowideł na Płótnie
  - Pracownia Konserwacji i Restauracji Malowideł na Drewnie
  - Pracownia Konserwacji i Restauracji Malowideł na Podłożu Papierowym
  - Pracownia Przenoszenia i Rozwarstwiania Malowideł Sztalugowych
- Katedra Konserwacji i Restauracji Rzeźby
  - Pracownia Konserwacji i Restauracji Rzeźby Drewnianej, Polichromowanej
  - Pracownia Konserwacji i Restauracji Rzeźby Kamiennej, Stiuku i Ceramiki
- Katedra Technologii i Technik Dzieł Sztuki
  - Pracownia Technologii i Technik Malarskich Mineralnych
  - Pracownia Technologii i Technik Malarskich Organicznych
  - Pracownia Technologii i Technik Rzeźbiarskich
  - Pracownia Konserwacji i Restauracji Archiwalnych Materiałów Fotograficznych
  - Zakład Materiałoznawstwa oraz Historii Technik Dzieł Sztuki
  - Pracownia Witrażu i Szkła
- Katedra Sztuk Pięknych
  - Pracownia Malarstwa
  - Pracownia Rysunku Wieczornego
  - Pracownia Rzeźby
- Zakład Chemii i Fizyki Konserwatorskiej
- Zakład Historii Sztuki i Teorii Konserwacji[3]

## Kierunki studiów
- Konserwacja i restauracja dzieł sztuki, specjalność konserwacja i restauracja malarstwa
- Konserwacja i restauracja dzieł sztuki, specjalność konserwacja i restauracja rzeźby[4]

## Władze (kadencja 2024–2028)[5]
- Dziekan: dr hab. Jarosław Adamowicz, prof. ASP
- Prodziekan: dr Katarzyna Stępień
- Prodziekan: dr Marek Wawrzkiewicz

## Władze historyczne[6]

### Dziekani Wydziału Konserwacji (1950–1957)
- 1950–1956 – prof. dr Józef Edward Dutkiewicz
- 1956–1957 – prof. Jan Hopliński

### Kierownicy Studium Konserwacji Dzieł Sztuki (samodzielnego) (1957–1965)
- 1957–1961 – prof. Jan Hopliński
- 1961–1965 – prof. dr Józef Edward Dutkiewicz

### Kierownicy Studium Konserwacji Dzieł Sztuki działającego w ramach Wydziału Malarstwa i Grafiki (1965–1969) oraz Wydziału Malarstwa (1969–1971)
- 1965–1969 – prof. dr Józef Edward Dutkiewicz
- 1969–1971 – doc. Zofia Medwecka

### Dziekani i prodziekani Wydziału Konserwacji Dzieł Sztuki (1972–1993)
- 1971–1972 – doc. Zofia Medwecka
- 1972–1975 – doc. dr Władysław Ślesiński
- 1975–1981 – doc. dr Władysław Zalewski; prodziekan doc. Józef Nykiel
- 1981–1984 – doc. Józef Nykiel; prodziekan wykł. mgr Paweł Karaszkiewicz
- 1984–1990 – doc. dr Władysław Zalewski (od 1986 prof. nadzw.); prodziekan doc. Małgorzata Schuster-Gawłowska
- 1990–1993 – doc. Małgorzata Schuster-Gawłowska; prodziekan ad. Ireneusz Płuska

### Dziekani i prodziekani Wydziału Konserwacji i Restauracji Dzieł Sztuki (od 23 marca 1993)
- 1993–1999 – prof. Ireneusz Płuska; prodziekan mgr Maria Rogóż
- 1999–2002 – doc. Józef Nykiel; prodziekan dr Paweł Karaszkiewicz
- 2002–2005 – prof. Edward Kosakowski; prodziekan prof. Grażyna Korpal
- 2005–2012 – prof. Grażyna Korpal; prodziekani: 2005–2008 dr hab. Łukasz Konieczko, 2008–2012 dr Jarosław Adamowicz
- 2012–2020 – dr hab. Marta Lempart-Geratowska; prodziekani: 2012–2016 dr Jarosław Adamowicz, 2016–2020 dr Katarzyna Stępień
- 2020–2024 – dr hab. Jarosław Adamowicz, prof. ASP; prodziekan dr Katarzyna Stępień
- 2024–2028 – dr hab. Jarosław Adamowicz, prof. ASP; prodziekani: dr Katarzyna Stępień, dr Marek Wawrzkiewicz